# Lycaena mandersi
Lycaena mandersi är en fjärilsart som beskrevs av Henry John Elwes 1890. Lycaena mandersi ingår i släktet Lycaena och familjen juvelvingar. Inga underarter finns listade i Catalogue of Life.